# Süper Star 2
Süper Star 2 — шестой студийный альбом турецкой певицы Ажды Пеккан, релиз которого состоялся 7 мая 1979 года на лейбле Philips. Второй из серии альбомов Süper Star Пеккан.

## Об альбоме
В своём предыдущем альбоме Ажда Пеккан представила в основном новые песни. В 1978 году она начала подготовку к следующему альбому, выпустив сингл «Ya Sonra» («Giorni») вместе с «Yeniden Başlasın» на в качестве второй стороны. Все песни в этом альбоме являются кавер-версиями известных хитов, турецкий текст к которым написала поэтесса Фикрет Шенеш. Одной из самых примечательных песен альбома стала «I Will Survive» (получившая здесь название «Bambaşka Biri») в более высоком темпе, впоследствии она стала хитом в Турции и одной из «визитных» песен певицы. Почти все песни из этого альбома стали считаться классикой турецкой поп-музыки.

## Список композиций
| №                   | Название                                                    | Длительность |
| ------------------- | ----------------------------------------------------------- | ------------ |
| 1.                  | «Bambaşka Biri (I Will Survive)»                            | 4:54         |
| 2.                  | «Sen Olurdun Yine (Si C'Était À Refaire)»                   | 3:07         |
| 3.                  | «Dile Kolay (Ageh Ye Rooz)»                                 | 4:23         |
| 4.                  | «Ya Sonra (Giorni)»                                         | 4:59         |
| 5.                  | «Olsun, Varsın (Passionnement)»                             | 2:50         |
| 6.                  | «Haykıracak Nefesim Kalmasa Bile (Mon Cœur Pour Te Garder)» | 3:25         |
| 7.                  | «Bir Köşede (On The Shelf)»                                 | 3:19         |
| 8.                  | «Hepsi Boş (Gypsy Boy)»                                     | 4:26         |
| 9.                  | «Durmaz Ki Dünya (Sarah)»                                   | 3:26         |
| 10.                 | «Yeniden Başlasın (Se Mi Lasci Non Vale)»                   | 3:53         |
| Общая длительность: | Общая длительность:                                         | 38:42        |

## Участники записи
- Ажда Пеккан — вокал

- Онно Тунч (треки: 1–3, 6–8) — аранжировка, оркестровка
- Норайр Демирджи (треки: 4, 5, 9, 10) — аранжировка, оркестровка
- Йешиль Гиресун — продюсер